# 里洛安 (南莱特省)
里洛安（英語：Liloan) 是菲律宾南莱特省的一个城市，该市位于帕纳翁岛北部，通过wawa桥与莱特岛相连。 根据2015年的人口普查数据，该市有人口23981人。现下辖24个描笼涯。